# 阿特拉斯吸血鬼

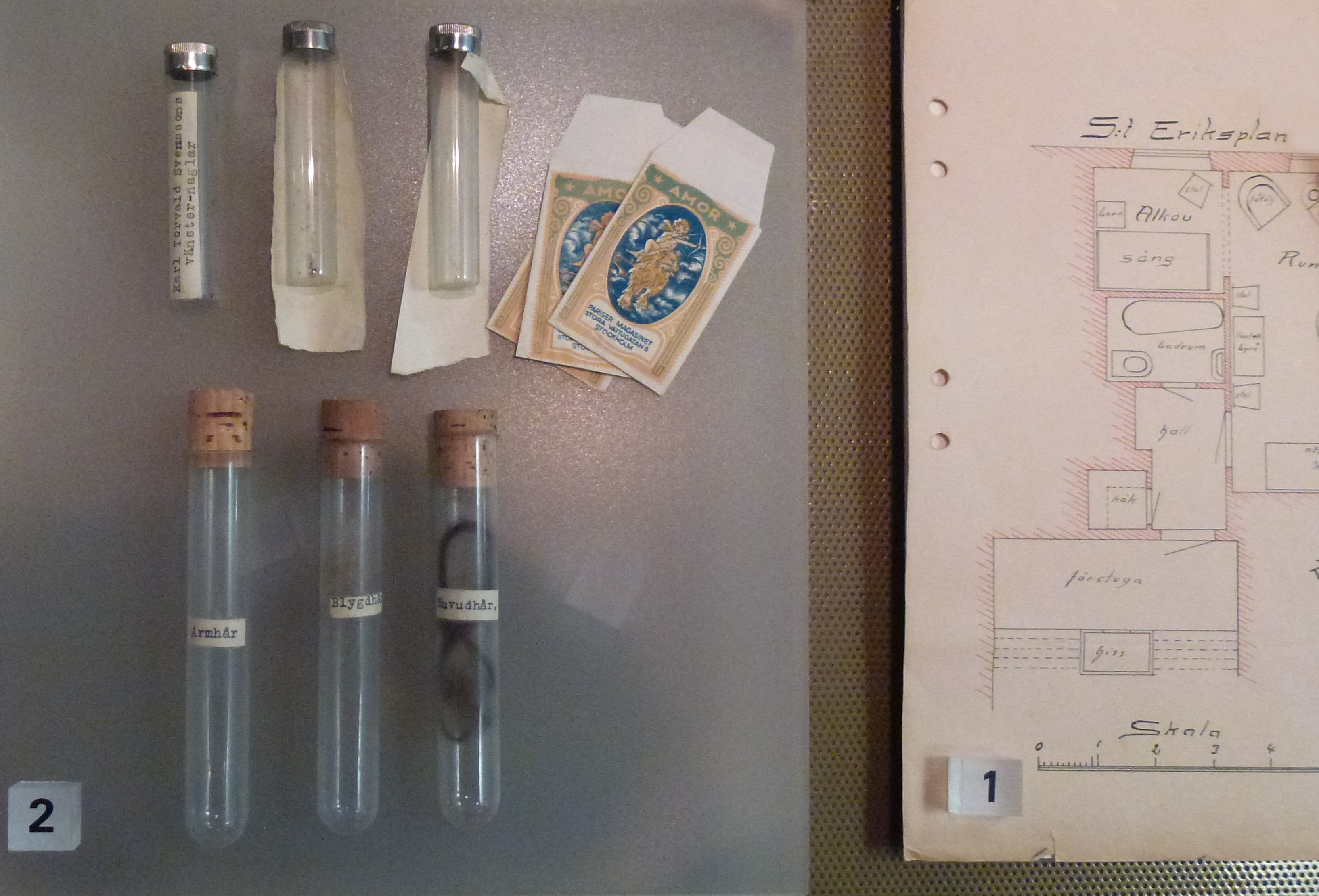
公寓平面图及从犯罪现场提取的证据样本，陈列于斯德哥尔摩的警察博物馆

阿特拉斯吸血鬼（Atlas Vampire）是1932年在瑞典斯德哥尔摩犯下至今未解"Vampire谋杀"（也称作吸血鬼谋杀案）的未知犯罪人的绰号。
1932年5月4日，一位32岁的妓女Lilly Lindeström，被发现在其位于斯德哥尔摩阿特拉斯区靠近Sankt Eriksplan的小公寓内遭到谋杀。在警察破门进入其公寓时她已经死亡两三天；其头部受到钝器打击。Lilly被发现时在床上全身赤裸，头部朝下。报告显示事前死者曾有过性行为，有一个避孕套从其肛门部位突出。侦探注意到案发现场有一个肉汁杓，在对尸体进一步检查过程中，发现一些血液被从死者身体抽走。警方怀疑作案人是运用这一工具来饮用Lilly的血液的。许多不同对象曾遭到怀疑，但经过长时间的调查，没有怀疑对象遭到谋杀的指控。这桩谋杀案至今仍为悬案。
报案人兼受害人的朋友Mimmi叙述，事发之前Lily曾经在晚上六点左右接到一个陌生男子的电话，通话中该男子询问电话另一头是否是Lily，并表明自己在附近，想要上楼来。之后约7点光景，Lily来到朋友处借安全套，过了一会儿又再次来到朋友处借避孕套。Mimmi看到当时的Lily的状态是身上只有一件外套，里面是赤裸着的。这是Mimmi最后一次见到Lily。
九点的时候Mimmi到Lily处敲门，但无人应答。Mimmi当时认为Lily可能是和客户一起离开了。之后Mimmi试图多次联系Lily，但是Lily家始终没人应门。Mimmi不由得担心起来，并在5月4日的时候去警察局报案。之后警方破门进入Lily的公寓，整个公寓都很整洁，即使是从她身上剥下的衣服也整齐的叠放在椅子上。沙发靠垫等一应物品都整齐堆放，床罩也显得很整齐。
警方立案18年之后，一名跟踪调查此案件的记者找到了应退休的当时犯罪现场的调查员约翰·伯格。伯格当时捡到一个纸箱，纸箱中有红褐色斑点与凹陷的肉汁杓，该物件的凹陷处与当时死者Lily脑部所受钝物重击的形状比较吻，上面的污渍与当时案发现场地面上的血迹也相吻合。
2012年3月6日，在电视节目上该吸血谋杀案又被重新提起。雷夫·G·W·佩尔松提到被害人两腿之间的避孕套等案发当场的细节，推断可能受害人认识凶手。利用现代的DNA技术，警方或可能最终找到凶手。佩尔松还提到该案件可能不属于食人或吸血鬼事件。